# Thüringer Gerichtsstandortgesetz
Das Thüringer Gerichtsstandortgesetz vom 16. August 1993 regelt den Sitz und den Bezirk der Gerichte der ordentlichen Gerichtsbarkeit und der Staatsanwaltschaften des Landes Thüringen.

## Vorgeschichte
1920 wurde das Land Thüringen gegründet, drei Jahre später ist ein erstes Gesetz zu den Standorten der ordentlichen Gerichtsbarkeit erlassen worden: das Gesetz über die Sitze und Bezirke der ordentlichen Gerichte im Lande Thüringen vom 15. Juni 1923 (Ges.-S. S. 449). Damals wurde folgende Gerichtsorganisation für Thüringen festgeschrieben:
| Oberlandesgericht                   | Landgerichte                                                                     | Amtsgerichte |
| ----------------------------------- | -------------------------------------------------------------------------------- | --- |
| Thüringer Oberlandesgericht in Jena | Landgericht Altenburg                                                            | Amtsgericht Altenburg \| Amtsgericht Meuselwitz \| Amtsgericht Ronneburg \| Amtsgericht Schmölln |
| Thüringer Oberlandesgericht in Jena | Landgericht Eisenach                                                             | Amtsgericht Eisenach \| Amtsgericht Geisa \| Amtsgericht Gerstungen \| Amtsgericht Kaltennordheim \| Amtsgericht Stadtlengsfeld \| Amtsgericht Thal-Heiligenstein \| Amtsgericht Vacha |
| Thüringer Oberlandesgericht in Jena | Landgericht Gotha                                                                | Amtsgericht Arnstadt \| Amtsgericht Gehren \| Amtsgericht Gotha \| Amtsgericht Gräfentonna \| Amtsgericht Ilmenau \| Amtsgericht Ohrdruf \| Amtsgericht Waltershausen |
| Thüringer Oberlandesgericht in Jena | Landgericht Gera                                                                 | Amtsgericht Auma (errichtet am 1. Januar 1927)\| Amtsgericht Gera \| Amtsgericht Greiz \| Amtsgericht Hirschberg (Saale) \| Amtsgericht Neustadt an der Orla mit der Abteilung Auma (bis 1. Januar 1927) \| Amtsgericht Schleiz \| Amtsgericht Triebes (errichtet am 1. Oktober 1934)\| Amtsgericht Weida \| Amtsgericht Zeulenroda          |
| Thüringer Oberlandesgericht in Jena | Landgericht Meiningen(ohne die zu Preußen zählenden Amtsgerichte dieses Bezirks) | Amtsgericht Eisfeld \| Amtsgericht Heldburg \| Amtsgericht Hildburghausen mit der Abteilung Themar \| Amtsgericht Meiningen \| Amtsgericht Ostheim vor der Rhön \| Amtsgericht Römhild \| Amtsgericht Salzungen \| Amtsgericht Schalkau \| Amtsgericht Sonneberg \| Amtsgericht Steinach \| Amtsgericht Wasungen \| Amtsgericht Zella-Mehlis |
| Thüringer Oberlandesgericht in Jena | Landgericht Rudolstadt                                                           | Amtsgericht Gräfenthal \| Amtsgericht Kahla \| Amtsgericht Königsee \| Amtsgericht Lobenstein \| Amtsgericht Oberweißbach \| Amtsgericht Pößneck \| Amtsgericht Rudolstadt \| Amtsgericht Saalfeld mit der Abteilung Leutenberg \| Amtsgericht Stadtilm                                                                                      |
| Thüringer Oberlandesgericht in Jena | Landgericht Weimar                                                               | Amtsgericht Apolda \| Amtsgericht Blankenhain \| Amtsgericht Buttstädt \| Amtsgericht Camburg \| Amtsgericht Eisenberg \| Amtsgericht Großrudestedt \| Amtsgericht Jena \| Amtsgericht Roda \| Amtsgericht Vieselbach \| Amtsgericht Weimar                                                                                                  |
| Oberlandesgericht Naumburg          | Landgericht Erfurt(ohne die zu Preußen zählenden Amtsgerichte dieses Bezirks)    | Amtsgericht Allstedt \| Amtsgericht Ebeleben mit der Abteilung Schlotheim \| Amtsgericht Frankenhausen \| Amtsgericht Greußen \| Amtsgericht Sondershausen |

Infolge der Eingliederung des ehemaligen preußischen Regierungsbezirkes Erfurt nach dem Zweiten Weltkrieg war eine Neuordnung der Thüringer Gerichtsbezirkseinteilung notwendig geworden, welche dann auch mittels der Ausführungsverordnung über die Sitze und Bezirke der Amtsgerichte im Lande Thüringen vom 16. September 1949 (Reg.Bl. I S. 55) geschah. Thüringen war nun in die folgenden fünf Landgerichtsbezirke eingeteilt:
| Landgerichte           | Amtsgerichte |
| ---------------------- | --- |
| Landgericht Erfurt     | Amtsgericht Apolda (aufgehoben am 1. Januar 1952)\| Amtsgericht Arnstadt \| Amtsgericht Buttstädt (aufgehoben am 1. Januar 1952)\| Amtsgericht Erfurt \| Amtsgericht Gotha \| Amtsgericht Ilmenau (aufgehoben am 1. Januar 1952)\| Amtsgericht Ohrdruf (aufgehoben am 1. Januar 1952)\| Amtsgericht Sömmerda (aufgehoben am 1. Januar 1952)\| Amtsgericht Waltershausen (aufgehoben am 1. Januar 1952)\| Amtsgericht Weimar                                                                  |
| Landgericht Gera       | Amtsgericht Altenburg \| Amtsgericht Eisenberg (aufgehoben am 1. Januar 1952)\| Amtsgericht Gera \| Amtsgericht Greiz \| Amtsgericht Jena \| Amtsgericht Meuselwitz (aufgehoben am 1. Januar 1952)\| Amtsgericht Neustadt an der Orla (aufgehoben am 1. Januar 1952)\| Amtsgericht Schmölln (aufgehoben am 1. Januar 1952)\| Amtsgericht Stadtroda (aufgehoben am 1. Januar 1952)\| Amtsgericht Weida (aufgehoben am 1. Januar 1952)\| Amtsgericht Zeulenroda (aufgehoben am 1. Januar 1952) |
| Landgericht Meiningen  | Amtsgericht Eisenach \| Amtsgericht Eisfeld (aufgehoben am 1. Januar 1952)\| Amtsgericht Hildburghausen \| Amtsgericht Kaltennordheim (aufgehoben am 1. Januar 1952)\| Amtsgericht Meiningen \| Amtsgericht Bad Salzungen \| Amtsgericht Schleusingen (aufgehoben am 1. Januar 1952)\| Amtsgericht Schmalkalden (aufgehoben am 1. Januar 1952)\| Amtsgericht Suhl \| Amtsgericht Vacha (aufgehoben am 1. Januar 1952)\| Amtsgericht Zella-Mehlis (aufgehoben am 1. Januar 1952)              |
| Landgericht Mühlhausen | Amtsgericht Bleicherode (aufgehoben am 1. Januar 1952)\| Amtsgericht Dingelstädt (aufgehoben am 1. Januar 1952)\| Amtsgericht Heiligenstadt \| Amtsgericht Langensalza (aufgehoben am 1. Januar 1952)\| Amtsgericht Mühlhausen \| Amtsgericht Nordhausen \| Amtsgericht Sondershausen \| Amtsgericht Worbis (aufgehoben am 1. Januar 1952) |
| Landgericht Rudolstadt | Amtsgericht Königsee (aufgehoben am 1. Januar 1952)\| Amtsgericht Lobenstein (aufgehoben am 1. Januar 1952)\| Amtsgericht Pößneck (aufgehoben am 1. Januar 1952)\| Amtsgericht Rudolstadt \| Amtsgericht Saalfeld \| Amtsgericht Schleiz \| Amtsgericht Sonneberg \| Amtsgericht Steinach (aufgehoben am 1. Januar 1952) |

## Inhalt
Als Sitz des Thüringer Oberlandesgerichts wird Jena bestimmt. Die thüringischen Landgerichte haben ihren Sitz in Erfurt, Gera, Meiningen und Mühlhausen.
Die Bezirke der Landgerichte wurden bzw. werden aus folgenden Amtsgerichtsbezirken gebildet:
1. Der Bezirk des Landgerichts Erfurt aus den Bezirken der Amtsgerichte Apolda, Arnstadt, Artern (aufgehoben am 1. April 2006[6]), Erfurt, Gotha, Sömmerda und Weimar.
2. Der Bezirk des Landgerichts Gera aus den Bezirken der Amtsgerichte Altenburg, Gera, Greiz, Jena, Lobenstein (aufgehoben am 1. April 2006[6]), Pößneck, Rudolstadt, Saalfeld (aufgehoben am 1. April 2006[6]) und Stadtroda.
3. Der Bezirk des Landgerichts Meiningen aus den Bezirken der Amtsgerichte Bad Salzungen, Eisenach (seit 1. April 2006[6]), Hildburghausen, Ilmenau (aufgehoben am 1. April 2006[6]), Meiningen, Schmalkalden (aufgehoben am 1. April 2006[6]), Sonneberg und Suhl.
4. Der Bezirk des Landgerichts Mühlhausen aus den Bezirken der Amtsgerichte Bad Langensalza (aufgehoben am 1. April 2006[6]), Eisenach (bis 1. April 2006[6]), Heiligenstadt, Mühlhausen, Nordhausen, Sondershausen und Worbis (aufgehoben am 1. April 2006[6]).

Folgende Amtsgerichte haben (seit 1. April 2006) Zweigstellen:
1. das Amtsgericht Sondershausen in Artern (aufgelöst am 15. Oktober 2007)
2. das Amtsgericht Mühlhausen in Bad Langensalza
3. das Amtsgericht Pößneck in Bad Lobenstein
4. das Amtsgericht Arnstadt in Ilmenau
5. das Amtsgericht Heilbad Heiligenstadt in Leinefelde-Worbis (aufgelöst am 1. Juli 2007)
6. das Amtsgericht Rudolstadt in Saalfeld
7. das Amtsgericht Meiningen in Schmalkalden (aufgelöst am 1. Mai 2006)

Die Generalstaatsanwaltschaft hat ihren Sitz bei dem Oberlandesgericht, die Staatsanwaltschaften haben ihren Sitz bei den Landgerichten.